# اولیویه دوکستل
اولیویه دوکستل (فرانسوی: Olivier Ducastel‎؛ زادهٔ ۲۳ فوریهٔ ۱۹۶۲) یک کارگردان فیلم، فیلم‌نامه‌نویس اهل فرانسه است.
از فیلم‌ها یا مجموعه‌های تلویزیونی که وی در آن‌ها نقش داشته‌است می‌توان به دوباره اسکندریه و برای همیشه، پاریس ۰۵:۵۹: تئو و اوگو و مهاجر اشاره نمود.